# Javier Carlos Brizuela
Javier Carlos Brizuela, más conocido como La Pepa, (n. 12 de marzo de 1970 en Córdoba) es un cantante argentino de cuarteto. Es reconocido por haber sido vocalista de Tru-la-lá en sus inicios y por liderar la banda La Barra, una de las agrupaciones más populares del género en Argentina.

## Biografía
Nacido en Córdoba en 1970, Javier Brizuela incursionó en el ámbito musical durante su juventud, influenciado por su hermano tecladista. En 1989 se incorporó como vocalista a la histórica banda de cuarteto Tru-la-lá, fundada por Manolo Cánovas. Allí alternó voces junto a cantantes como Gary y Sandro Gómez.
En Tru-la-lá participó de álbumes exitosos como Exageradísimo, interpretando canciones como «Mi novia postiza», «Corazones rotos» y «La hermana de este». Su carisma y potencia vocal lo convirtieron en una de las voces más representativas de la agrupación.

## La Barra
En 1994, tras su salida de Tru-la-lá, fundó junto a Carlos de Piano y otros músicos el grupo La Barra. El debut se realizó el 24 de septiembre de ese año en el Club Las Palmas de Córdoba. Desde entonces, la banda se mantuvo en los primeros puestos del cuarteto cordobés.
La Barra editó más de treinta discos, con éxitos como «Amor infiel», «El mundo», «Un millón de rosas», «La carta» y «Cachetada». El grupo alcanzó gran popularidad en todo el país, consolidando a Brizuela como uno de los cantantes más influyentes del género.

## Estilo musical
Su estilo combina cuarteto tradicional con elementos de merengue y música popular bailable. Posee una voz potente, con énfasis emocional, y un estilo escénico enérgico y expresivo.

## Origen del apodo
El apodo “La Pepa” proviene de su admiración por José “La Pepona” Reinaldi, histórico futbolista de Belgrano. Brizuela imitaba sus festejos y fue bautizado así por sus compañeros, quedando como nombre artístico.

## Salud
En 2021 fue internado por COVID-19 con un cuadro de neumonía bilateral. Luego de su recuperación, retomó su actividad artística.

## Discografía seleccionada

### Con Tru-la-lá
- Exageradísimo 3 (1990)
- Exageradísimo 4 (1991)
- Exageradísimo 5 (1992)

### Con La Barra
- La Barra (1994)
- Así me gusta a mí (1995)
- El rompehuesos (2001)
- Delivery (2006)
- Una tentación (2007)
- 15 años (2009)
- Siempre (2014)